# 浜松城
浜松城（はままつじょう。旧字体：濱松󠄁城󠄀）は、静岡県浜松市中央区にある日本の城跡。野面積みの石垣で有名。歴代城主の多くが後に江戸幕府の重鎮に出世したことから「出世城」といわれた。

## 概要
浜松城の前身は15世紀頃に築城された曳馬城であり、築城時の城主は不明である。16世紀前半には今川氏支配下の飯尾氏が城主を務めていた。この頃の曳馬城は、江戸時代の絵図にみられる「古城」と表記された部分であり、現在の元城町東照宮付近にあたる。
徳川家康が元亀元年（1570年）に曳馬城に入城し、浜松城へと改称。城域の拡張や改修を行い、城下町の形成を進めた。徳川家康在城時における浜松城の具体像は不明確であるが、古文書や出土遺物から現在の本丸に向けて城域が拡張されたことが窺える。また、徳川家康が築造した浜松城は、土造りの城であり、石垣や瓦葺建物を備えていなかったとされる。
慶長5年（1600年）、関ヶ原の戦い以後、江戸時代を通じて徳川家譜代大名の居城となり、浜松城から豊臣色は失われる。江戸時代の浜松城主は九家二十二代に引き継がれていき、歴代の城主によって城域の改変・改修が進められた。
堀尾氏在城期に創建された天守は、17世紀のうちに姿を消し、天守台のみが現在に伝わる。以降、天守門が浜松城の最高所に位置する建造物といえ、江戸時代を通して浜松城を代表する建物であったことが窺える。
明治6年（1873年）の廃城令により、浜松城の建物や土地の払い下げが行われ、三の丸、二の丸の宅地化が進行した。天守曲輪と本丸の一部は大きな開発を免れ、昭和25年（1950年）の浜松城公園開設に至る。

## 歴史

### 今川氏・吉良氏・飯尾氏時代
浜松城以前は曳馬城（引馬城、引間城）が浜松の拠点だった。築城者については諸説あるが、今川貞相が初めて築城したという。ただし、室町時代中期には三河国の吉良氏が支配していたことが判明している。
斯波氏と今川氏が抗争すると、吉良氏の家臣団の中で斯波氏に味方する大河内貞綱と今川氏に味方をする飯尾乗連（またはその父飯尾賢連）が争い、斯波氏が今川氏に敗れると吉良氏も浜松の支配権を失った。永正11年（1514年）、今川氏親から曳馬城を与えられた飯尾氏は正式に今川氏の家臣となった。乗連は今川氏に引き続き仕え、桶狭間の戦いにも参加した。桶狭間の戦いにおいて今川義元が戦死すると今川氏の衰退が始まるが、この時期に飯尾氏の当主も乗連から子の連竜へと移り変わる。

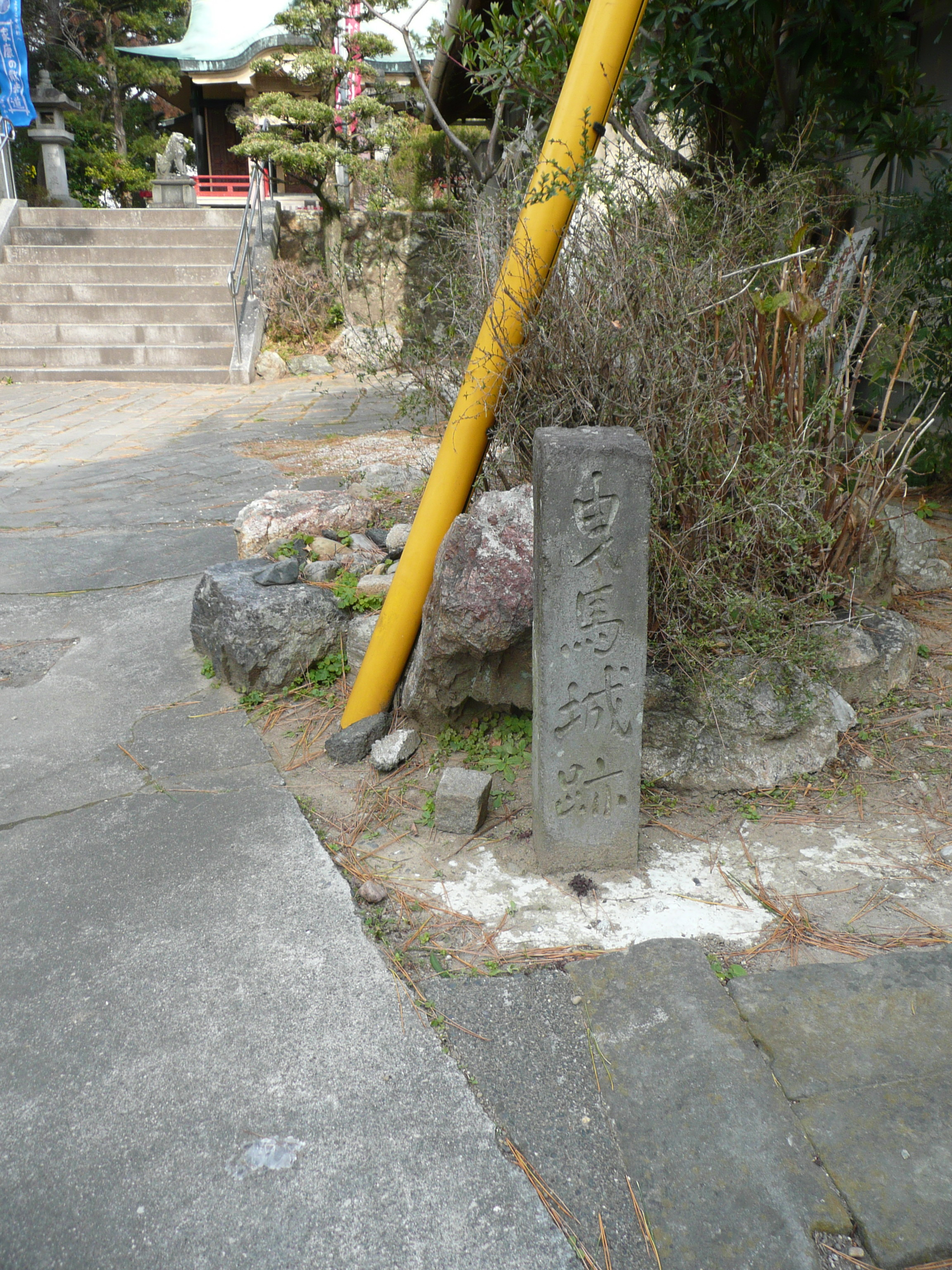
曳馬城石碑

今川氏の衰退後、城主飯尾連竜が今川氏真に反旗の疑惑をもたれ、永禄8年（1565年）に今川軍に攻囲され多大な損害を被るが、陥落は免れた。この時今川からの和議勧告を受諾した連竜は、戦後に今川氏再属のため駿府への大赦御礼に出向いたが、和議は謀略で、連竜は殺された。以後の曳馬城は、連竜の家老の江間氏によって守られるも城内は徳川派と武田派に分裂して内紛が起きていたため徳川家康によって早期攻略された。一説ではその後、連竜の未亡人・お田鶴の方を中心とした飯尾氏の残党によって守られるが、家康が永禄11年（1568年）12月にお田鶴の方に使者を送り城を渡せば妻子共々面倒を見ると降伏を促すもお田鶴の方が拒否し続けたため、家康が兵を使って攻め込み、お田鶴の方が城兵を指揮して奮戦したが侍女と共に討死にした。また、お田鶴の方を祀った「椿姫観音」が城の近くに残っている。

### 家康時代
元亀元年（1570年）に家康は武田信玄の侵攻に備えるため、本拠地を三河国岡崎から遠江国曳馬へ移した。岡崎城は嫡男・信康に譲られた。当初は天竜川を渡った見付（磐田市）に新たに築城をするつもりであったが、籠城戦に持ち込まれた際天竜川により「背水の陣」となると織田信長から進言があったことから、曳馬城を西南方向に拡張した。その際、曳馬という名称が「馬を引く」、つまり敗北につながり縁起が悪いことから、かつてこの地にあった荘園（浜松荘）に因んで城名も地名とも「浜松」と改めた。
元亀3年（1573年）、武田信玄がこの城を攻める素振りを見せながらこれを無視するような行軍をして家康を挑発。挑発された家康は浜松城から打って出たが、武田軍の巧妙な反撃に遭って敗北を喫した（三方ヶ原の戦い。なお諸説有り）。
三方ヶ原の戦いでは徳川軍の一方的な敗北の中、家康も討ち死に寸前まで追い詰められ、夏目吉信や鈴木久三郎を身代わりにして、成瀬吉右衛門、日下部兵右衛門、小栗忠蔵、島田治兵衛といった僅かな供回りのみで浜松城へ逃げ帰った。この敗走は後の伊賀越えと並んで人生最大の危機とも言われている。浜松城へ到着した家康は、全ての城門を開いて篝火を焚き、いわゆる空城計を行う。そして湯漬けを食べてそのままいびきを掻いて眠り込んだと言われる。この心の余裕を取り戻した家康の姿を見て将兵は皆安堵したとされる。浜松城まで追撃してきた山県昌景隊は、空城の計によって警戒心を煽られ城内に突入することを躊躇し思い直し、そのまま引き上げたといわれている
拡張・改修は天正10年（1582年）ごろに大体終了したが、その4年後の天正14年（1586年）、家康は浜松から駿府に本拠を移すことになった。家康の在城期間は29歳から45歳までの17年になる。

### 家康以後
家康以後、天正18年（1590年）からは秀吉の家臣堀尾吉晴と、その次男堀尾忠氏が合わせて11年間在城したが、関ヶ原の戦いの功績で出雲国富田に移封。以後は、一時徳川頼宣の領地だった時期を除いて、譜代大名各家が次々に入った。近世には天守は存在しなかったようで絵図にも記載がない。本丸にあった二重櫓が天守代用とされていたようだ。
浜松城は明治維新後に廃城となり破壊された。城址は昭和25年（1950年）に「浜松城公園」となり、昭和33年（1958年）に鉄筋コンクリート製の復興天守が再建された。昭和34年（1959年）には浜松市の史跡として指定された。
現在の天守閣は資料館として使われており、家康を初めとした当時のゆかりの品々を見学できるほか、城の周辺は緑が溢れ、桜の名所としても名高く、シーズンには花見客で溢れ返る。
もともと曳馬城だった部分には、江戸時代には米蔵などが置かれていた。明治維新後の明治27年（1894年）に井上延陵によって東照宮が創建され、太平洋戦争中の昭和20年（1945年）に焼失したが昭和34年（1959年）に再建されて現在に至る。
2017年（平成29年）、続日本100名城（148番）に選定された。

### 歴代城主（藩主）
- 松平忠頼（桜井松平家）
- 高力忠房
- 松平乗寿（大給松平家）
- 太田資宗→資次
- 青山宗俊→忠雄→忠重
- （本庄松平家）松平資俊→資訓
- （大河内松平家）松平信祝→信復
- 松平資訓→資昌
- 井上正経→正定→正甫
- 水野忠邦→忠精
- 井上正春→正直

## 構造

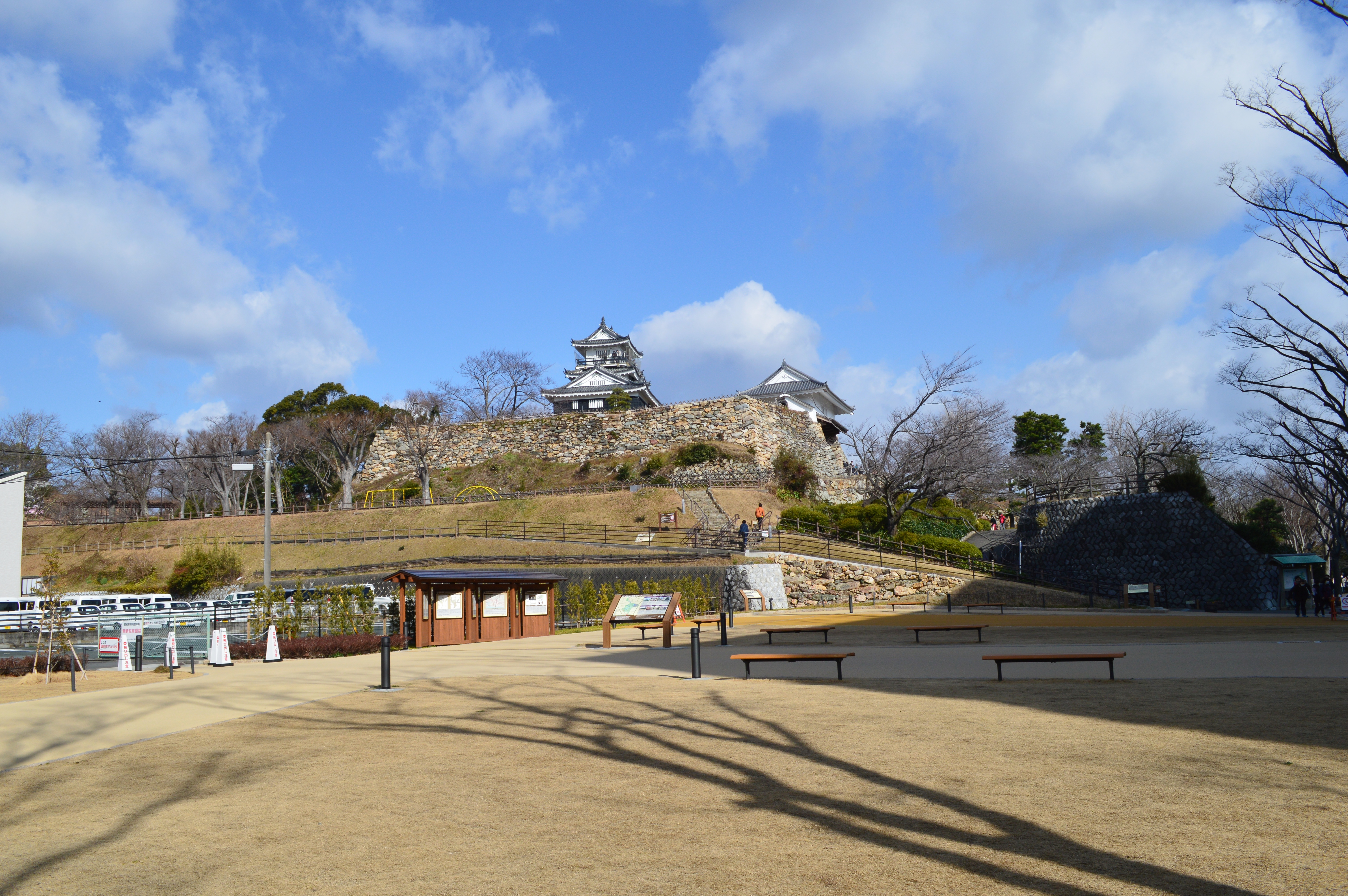
本丸遠景（南から）

### 天守曲輪
天守周辺は天守曲輪と呼ばれ、本丸から独立した曲輪となっている。東西56m・南北68mのいびつな多角形で、東に大手として天守門、西に搦手として埋門が配されている。周囲を鉢巻石垣と土塀で囲み、土塀には屏風折などの横矢や武者走りが設けられるなど防御性の高い設計で、創建時には籠城戦を想定した場所だったと考えられている。
16世紀末に築かれた天守台が残されているほか、昭和33年に復興天守が建設され、2014年に天守門と付近の土塀が復元された。

#### 天守

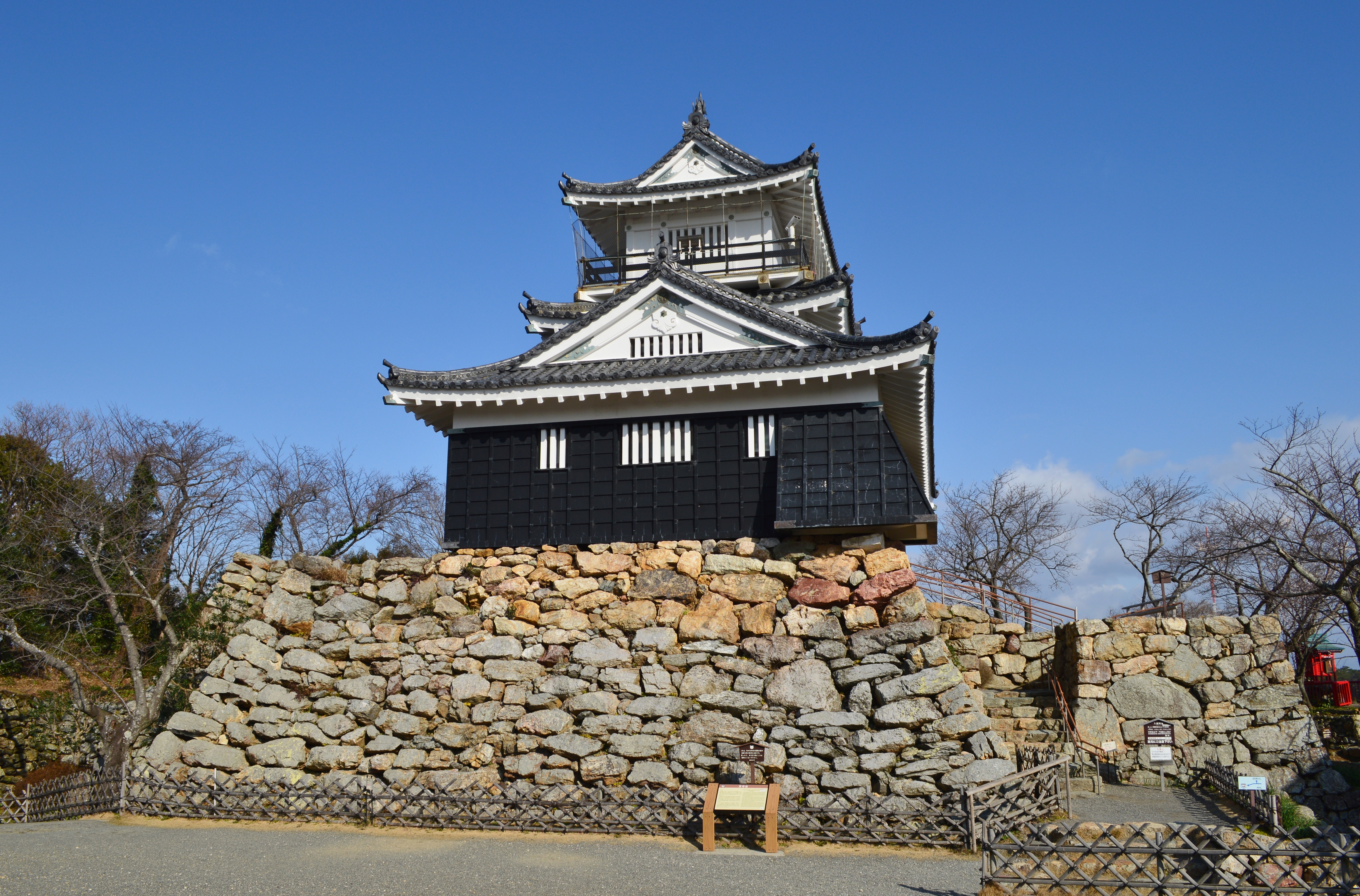
模擬天守

天守は堀尾氏が治めた16世紀末に創建されたとみられるが、江戸時代初期には失われ、以降再建されなかった。当時の天守の姿を伝える資料は残されていないが、同じ堀尾氏が治めた城で当時の天守が残る松江城は創建時の浜松城天守を参考に設計され、両者の関係が注目されている。
野面積みによる天守創建時の天守台が残されている。1辺約21mのややいびつな四角形で、西側に八幡台と呼ばれる突出部と、東側に付櫓と呼ばれる張り出し部分がある。
天守台上部は安政の大地震後と復興天守建設時に積み直されたとみられるが、創建当時の姿がよく残されている。
現在天守台に建てられている建物は、昭和33年（1958年）4月26日に完成した鉄筋コンクリート造の復興天守である。地上3階地下1階建で、1-2階は徳川家康と浜松にまつわる歴史資料を展示する資料館、3階は展望台として使用されている。昭和31年1月に結成された浜松城再建期成同盟会が募金運動を展開し、集まった浄財をもとに当時の金額で1395万6千円を投じて建設された。復興天守は名古屋工業大学で名誉教授を勤めた城戸久による設計で、丸岡城天守がモデルとされている。建設にあたって天守台に対し2/3程度の大きさで建てられたため、史実の天守よりも小さな建物となっている。

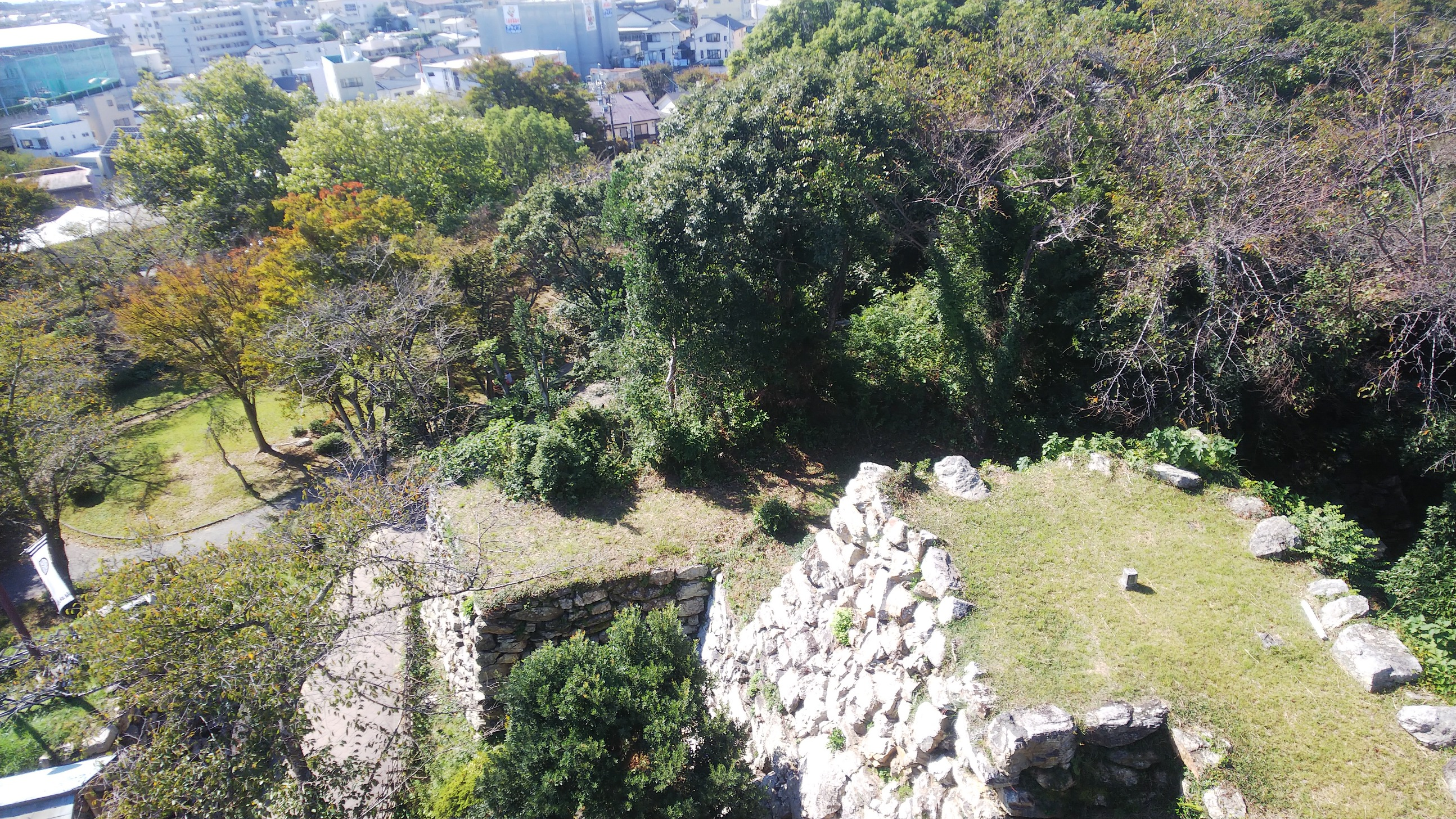
天守に隣接する八幡台

#### 天守門
天守門は天守と同じ16世紀末に建てられた櫓門で、天守曲輪の東側に位置する。改修・改築が行われながらも、廃城時まで存続した。江戸時代初期に天守が失われて以降は浜松城で最も高い位置にあり、江戸時代を通して浜松城を代表する建物であった。
取り壊される前の天守門の図面や古写真は見つかっていないものの、安政の大地震の被害状況を示した絵図や平成21年度から行われた発掘調査の結果をもとに、2014年に復元された。

#### 埋門
埋門は天守曲輪の西側に位置し、西端城曲輪とを結んだ。浜松市は「遺構が残存していることが明らかであるため、他の遺構の調査と整備の進捗状況により、歴史的検証に基づいた復原計画を検討する」としている。

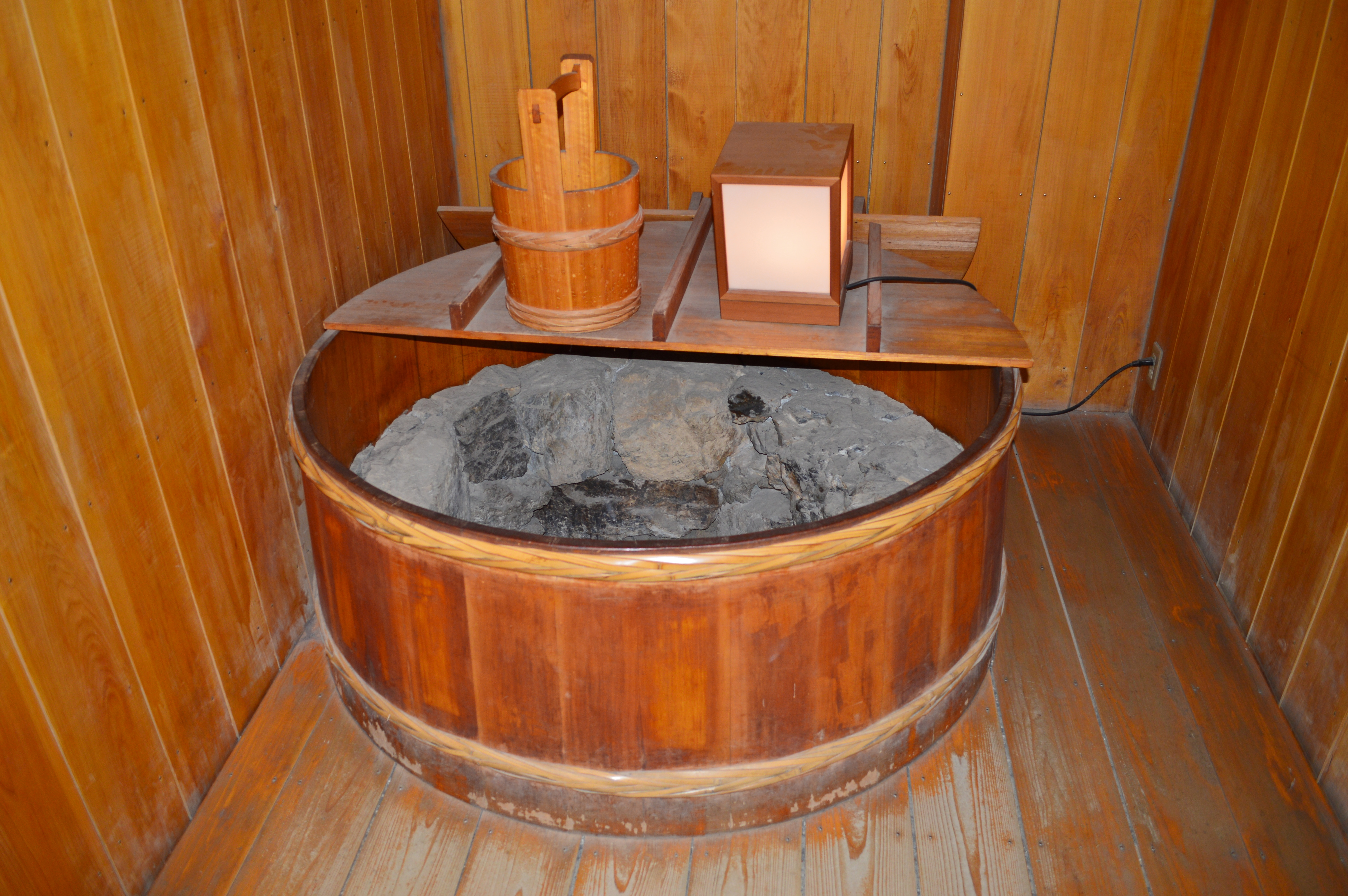
天守内井戸
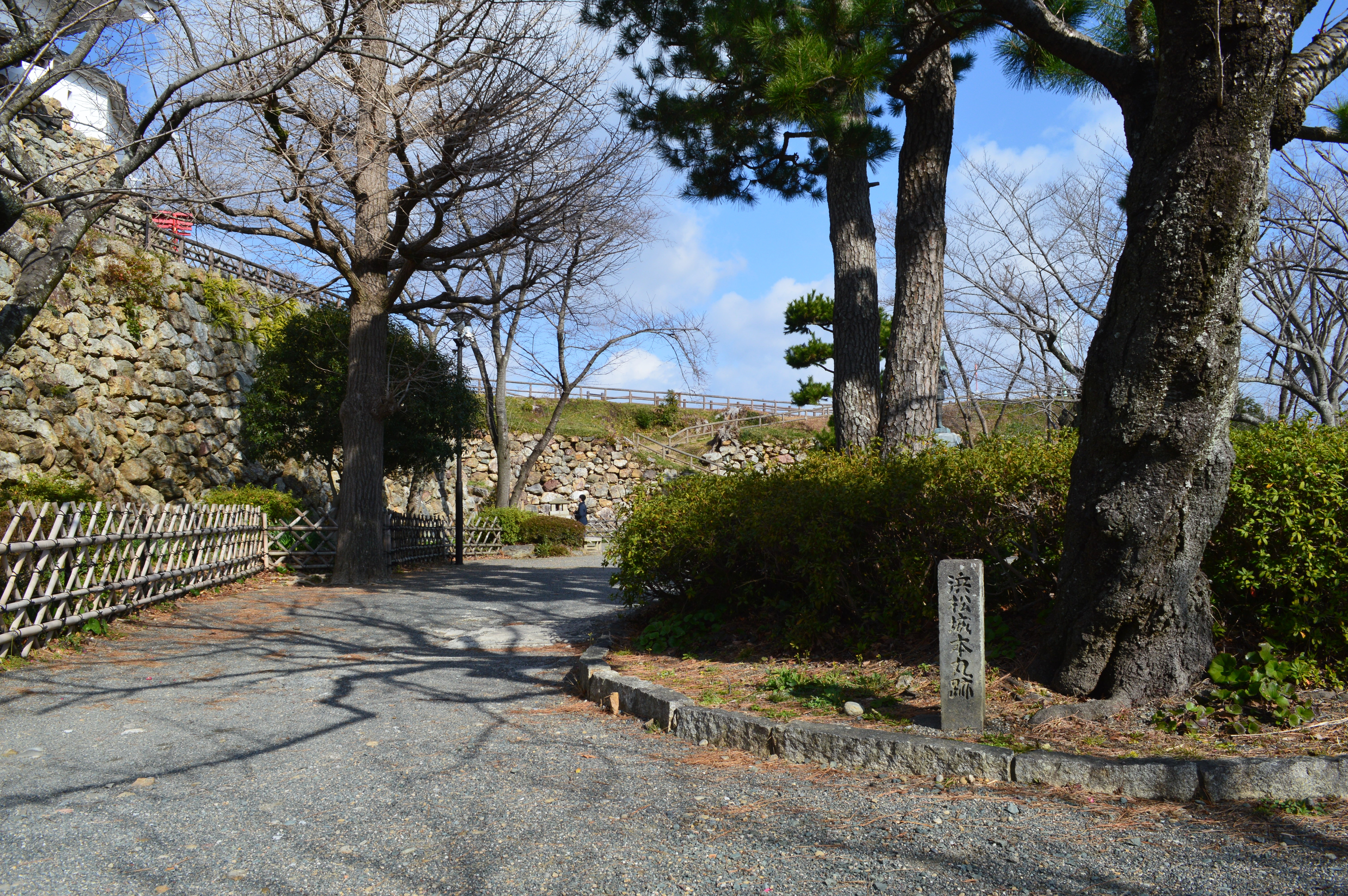
本丸

### 本丸
天守曲輪の東側の一段低い場所に位置し、土塁と鉢巻石垣に囲まれていた。北側には富士見櫓、東側には本丸裏門、南東の隅には菱櫓、南側には鉄門と多聞櫓があった。江戸時代初期には徳川将軍家専用の御成御殿があったとみられるが、江戸中期には姿を消したと考えられている。
廃城後、本丸の西半分は浜松城公園となり富士見櫓の石垣などの遺構が残されているが、東半分は1960年代に本丸の地形を削り取る形で造成が行われたため姿を留めておらず、裏門・菱櫓・鉄門・多門櫓の遺構も失われた。跡地は道路と市役所となっている。
富士見櫓
富士見櫓は本丸の北側に位置する櫓で、現在は石垣と礎石の一部が残る。櫓の北側は厚い土壁を持たずに柱を見せた構造を持ち、前方に玉砂利の敷かれた御殿風の建物であり、17世紀中〜後半に建てられたと推定されている。18世紀後半以降の改修を経て、比較的長期間にわたり使用されており、富士山を長めながら茶の湯などが催されていたと推測されている。
多聞櫓
多聞櫓は、本丸と清水曲輪の間に位置し、東西に長い平屋の長屋で、東側には本丸への正門である鉄門が設けられていた。
廃城後に櫓と石垣の大部分が失われたが、2014年に園路擁壁の内側から堀尾氏時代の石垣の一部が発見され、2020年の本丸南広場の整備に合わせて公開されている。

### 清水曲輪
清水曲輪は天守曲輪の南側を細長く囲んだ帯曲輪で、天守曲輪を守るため中土手を持つ空堀があり、東側に清水門があった。
北側は浜松城公園になっているが、清水門跡を含む南側は市街化されている。

### 西端城曲輪
西端城曲輪は天守曲輪の西側に位置する曲輪で、土塁と土塀に囲まれ、外端城曲輪に接続する端城門があった。
曲輪全体が浜松城公園となっている。

### 二の丸
二の丸は本丸の東側に位置し、藩主が政務や日常生活を営む二の丸御殿があったほか、東側に二の丸裏門、南側に本丸表門があった。
二の丸の跡は旧元城小学校敷地と市役所敷地の北半分にあたる。
二の丸御殿
二の丸御殿は払い下げによって解体されたが、詳細な絵図面が残されており、詳しい様子をうかがうことができる。 

### 三の丸
二の丸の南東側に位置し、周囲を土塁と堀で囲まれ、重臣の屋敷が立ち並んでいた。三の丸の南側に浜松城の正門である大手門があった。
廃城後は土塁の撤去と堀の埋め立てが進み、完全に市街地化されている。大手門は現在の連尺交差点付近にあった。

## 出世城
冒頭で述べたとおり、一般的には数々の浜松城主が幕府の重鎮に出世した例が多いことから出世城とも呼ばれたとされるが、一方で井上正甫のように不祥事を起こし左遷された例もある。
水野忠邦は肥前国唐津を治めていたが、長崎の警備があるため一定以上の出世が困難であった。しかし、忠邦は幕閣として参画するために日頃から幕府要人に接待・賄賂攻勢をかけていた。幕府は事件を起こした正甫を左遷し、忠邦を浜松へ移した。忠邦は寺社奉行に出世し、更に文政11年（1828年）には老中となった。
忠邦はその後の天保の改革で躓き、続く政争で失脚し長男・忠精の代になって出羽国山形に移された。浜松は水野忠精に代わって井上正甫の長男・正春が治めることになった。
江戸時代の265年間で浜松藩の藩主は22人いて、平均約12年弱の期間に藩主が変わっている。

## 交通
- 東海旅客鉄道（JR東海）東海道新幹線・東海道本線浜松駅、遠州鉄道鉄道線新浜松駅より徒歩約20分。
- 遠州鉄道鉄道線遠州病院駅より徒歩約10分。
- 浜松駅バスターミナルより遠鉄バスで市役所前・市役所南・美術館・浜松城公園入口のいずれかで下車。